# (120347) Salacia
(120347) Salacia – planetoida transneptunowa typu cubewano w Pasie Kuipera.
Planetoida została odkryta 22 września 2004 roku. Okrąża Słońce w średniej odległości 42,17 au w czasie 274 lat. Jej średnica szacowana jest na 854 ± 45 km.

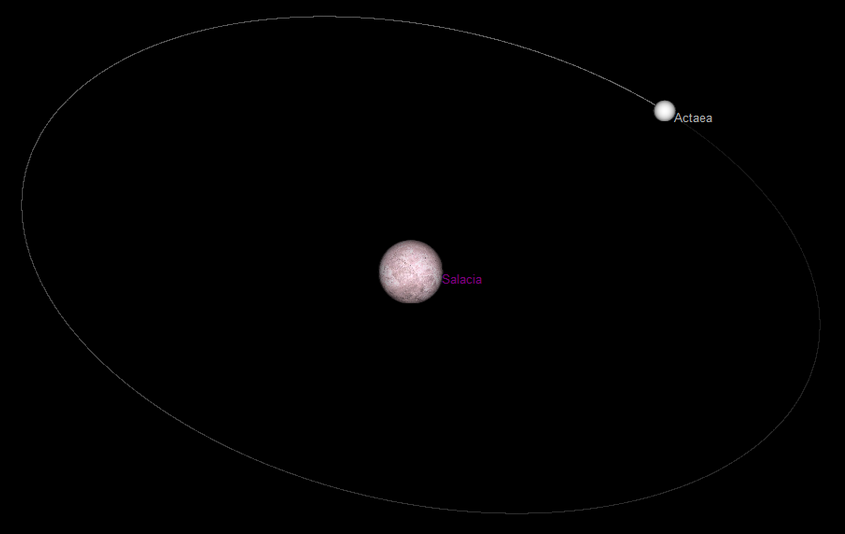
Diagram orbity Salacii i jej satelity

## Księżyc planetoidy
(120347) Salacia posiada naturalnego satelitę zwanego Actaea. Ma on średnicę szacowaną na ok. 286 km, obiega Salacię w czasie ok. 5,494 dnia. Odległość między składnikami wynosi 5724 ± 27 km.